# Refuge du Promontoire
Le refuge du Promontoire est un refuge situé en France dans le massif des Écrins, perché sur l'éperon du Promontoire en face sud de la Meije. C'est le point de départ habituel, au départ de la Bérarde, de la traversée de la Meije, qui est considérée comme une des plus belles courses de montagne des Alpes.

## Histoire

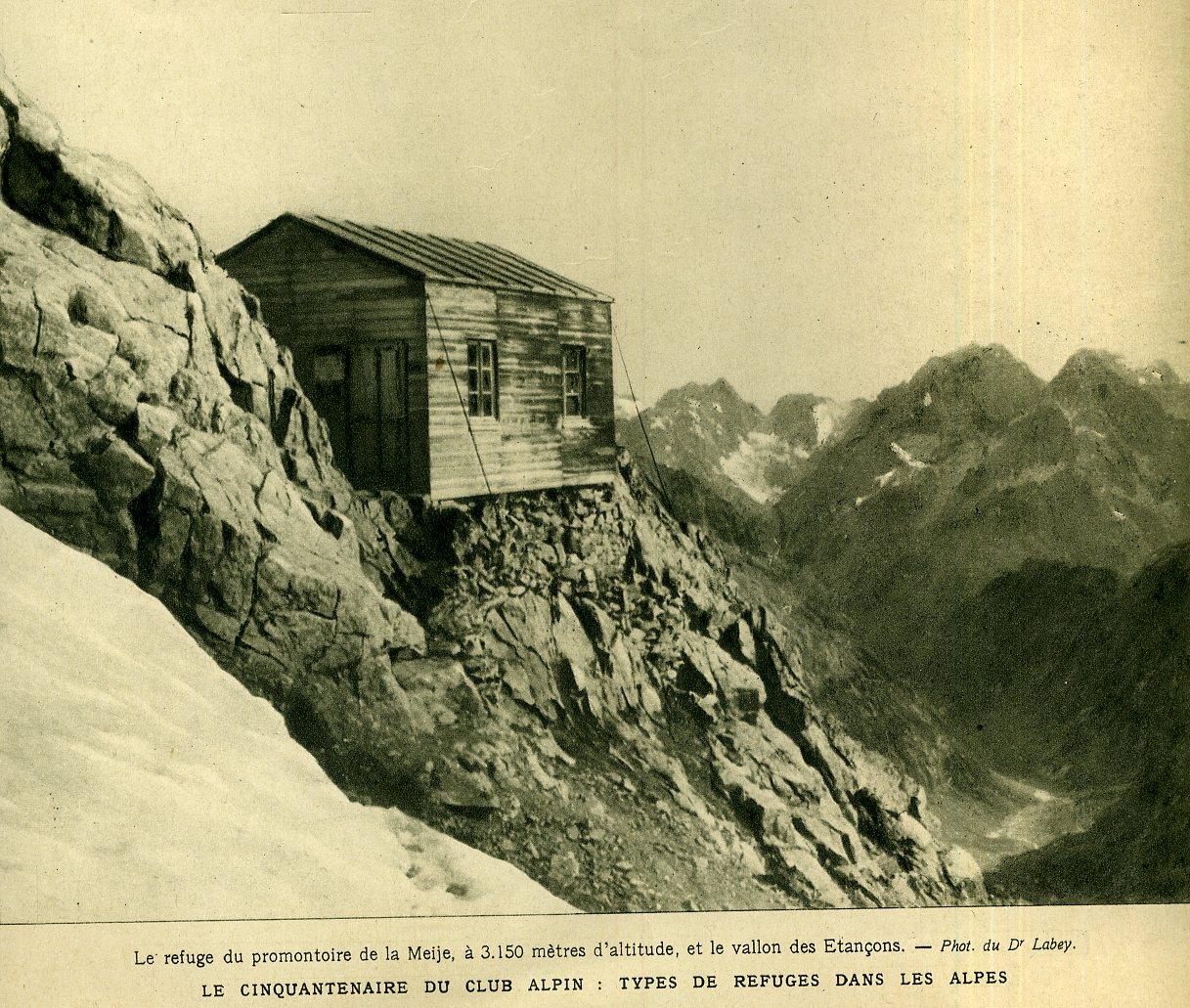
Le refuge du Promontoire en 1924

Un premier refuge en bois, construit en 1901, a été détruit et remplacé en 1966 par une nouvelle construction en aluminium qui peut héberger 30 personnes en été et 18 dans le refuge d'hiver.

## Accès
Son accès se fait soit depuis La Bérarde par le vallon des Étançons et le refuge du Châtelleret, soit depuis La Grave par les Enfetchores et la brèche de la Meije.

## Principales courses
En alpinisme : traversée de la Meije, pointe des Aigles (3 338 m),  Râteau (3 809 m), brèche de la Meije (3 357 m) ; à ski de randonnée : tour de la Meije par la brèche et le Serret du Savon.

## Arts et littérature
Le refuge est mis en scène dans le roman Accident à la Meije en 1946.